# Juntos por el Perú
Juntos por el Perú (spanisch für Gemeinsam für Peru) ist eine peruanische Wahlkoalition, die als politische Partei organisiert ist. Bei den Wahlen in Peru 2021 erlangte sie fünf von insgesamt 130 Parlamentssitzen und stellt in der Koalitionsregierung des Präsidenten Pedro Castillo den Minister für Außenhandel und Fremdenverkehr, den Parteivorsitzenden Roberto Sánchez Palomino, darüber hinaus als Vertreterin der Partnerorganisation Nuevo Perú auch die Frauenministerin Anahí Durand. Kandidatin der Partei für das Präsidentenamt 2021 war Verónika Mendoza.

## Geschichte
Die Wahlkoalition Juntos por el Perú wurde 2017 von mehreren politisch linken Gruppen gegründet, indem sich die hier maßgeblich beteiligte, von Yehude Simon geleitete „Peruanische Humanistische Partei“ (Partido Humanista Peruano) formal in Juntos por el Perú umbenannte. Weitere Parteien und Organisationen, die hierin aufgingen oder beitraten, waren Únete mit Fuerza Social, Ciudadanos por el Cambio und Movimiento por el Socialismo sowie die „Peruanische Kommunistische Partei“ Partido Comunista Peruano und die „Peruanische Kommunistische Partei – Rotes Vaterland“ (Partido Comunista del Perú Patria Roja).
Bei der vorgezogenen Parlamentswahl in Peru 2020 kandidierte ein Bündnis von Juntos por el Perú unter Leitung von Yehude Simon und der nicht als Partei anerkannten „Bewegung Neues Peru“ (Movimiento Nuevo Perú), die nach der Spaltung der Parlamentsfraktion von Frente Amplio por Justicia, Vida y Libertad 2017 unter der Leitung von Verónika Mendoza entstanden war. Der Anspruch des Bündnisses war es, junge Menschen, Frauen, indigene Völker und verschiedene regionale politische Bewegungen zu vertreten. Bei diesen Wahlen kam das Bündnis auf 4,8 % der Stimmen, scheiterte also knapp an der Fünfprozenthürde und erhielt keinen Parlamentssitz.
Bei den Wahlen in Peru 2021 stellte das Wahlbündnis Verónika Mendoza von Nuevo Perú als Präsidentschaftskandidatin auf. Für den Kongress gab es 130 Kandidaten. Bei der Parlamentswahl kam Juntos por el Perú auf 6,63 % der Stimmen und so auf fünf Abgeordnetenmandate. Als Präsidentschaftskandidatin erhielt Verónika Mendoza 1.132.577 Stimmen oder 7,86 %, womit sie auf den 6. Platz kam. Bei der Stichwahl unterstützte die Wahlkoalition den linken Kandidaten Pedro Castillo von Perú Libre. Anahí Durand von Nuevo Perú, während des Wahlkampfes Leiterin des Regierungsplans von Verónika Mendoza für das Bündnis Juntos por el Perú, handelte für die zweite Runde der Präsidentschaftswahl 2021 mit Pedro Castillo einen Regierungsplan für die ersten 100 Regierungstage aus.
Nach seinen Wahlsieg ernannte Präsident Pedro Castillo am 29. Juli 2021 den Parteivorsitzenden von Juntos por el Perú, Roberto Sánchez Palomino, zum Minister für Außenhandel und Fremdenverkehr in der neuen Koalitionsregierung, außerdem Anahí Durand von Nuevo Perú zur Ministerin für Frauen und verwundbare Bevölkerungen. Beide blieben dies auch nach der Kabinettsumbildung am 6. Oktober 2021.